# Falling From Zero
Falling From Zero è il secondo album in studio del gruppo hard rock statunitense Heaven Below.

## Tracce
1. The Last Goodbye – 1:00
2. Brutal as the Truth – 3:46
3. Dodging a Bullet – 3:27
4. The Mirror Never Lies – 3:57
5. Higher Than Heaven – 3:46
6. My Undoing – 3:26
7. Demonocracy – 4:11
8. Falling from Zero – 3:41
9. Gravity Killed the Spaceman – 3:43
10. Nations of Fire – 4:40
11. Villains of Virtue – 3:45
12. Facing Angels – 4:36
13. Be All End All – 3:03
14. Failure Notice – 3:17
15. Legions of the Brave (Contiene la Ghost Track Closer) – 8:49

## Formazione
- Patrick Kennison - voce, chitarra ritmica
- Jesse Billson - chitarra solista
- John Younger - basso
- Elias Andra - batteria